# ゼルダコレクション
『ゼルダコレクション』（英題: The Legend of Zelda: Collector's Edition）は、2004年3月18日に任天堂から配布されたニンテンドー ゲームキューブ用ゲームソフト。略称は「ゼルコレ」など。
過去に発売されたゼルダの伝説シリーズのタイトルをゲームキューブに移植し、1枚にまとめたもの。
一般発売はされず、クラブニンテンドーの景品として500ポイントと交換で配布された（2004年3月18日から4月30日までは、『ゼルダの伝説 4つの剣+』のシリアルナンバーを利用すると150ポイントで交換可能となるキャンペーンが実施された）。

## 概要
- NINTENDO 64の作品は解像度が上がって幾分綺麗な画像になった。
- 『ゼルダの伝説 ムジュラの仮面』はアメリカ版がベースになっており、中断セーブができるが、時折フリーズするなどの不具合がある。
- いずれの作品もGC用のチューニングやアレンジはされておらず基本的にそのままの移植であるため、GCコントローラーとのマッチングが良くないものがある。なお、N64版のボタン表示は、GCコントローラーの配色に変更されている（Aボタン：青→緑、Bボタン：緑→赤、STARTボタン：赤→灰、Z注目→L注目）。
- 特に『ゼルダの伝説』はディスクシステム版を元にしているため、完全ではないもののPWM音源による特徴的なサウンドが再現されている。
- 2004年8月に交換の受付は終了している。

## 収録タイトル
- ゼルダの伝説
- リンクの冒険
- ゼルダの伝説 時のオカリナ
- ゼルダの伝説 ムジュラの仮面
- ゼルダの伝説 風のタクト（20分体験版）
- ゼルダの伝説 風のタクト（スペシャルムービー）
- ゼルダの伝説 名場面集